# 테트라포드

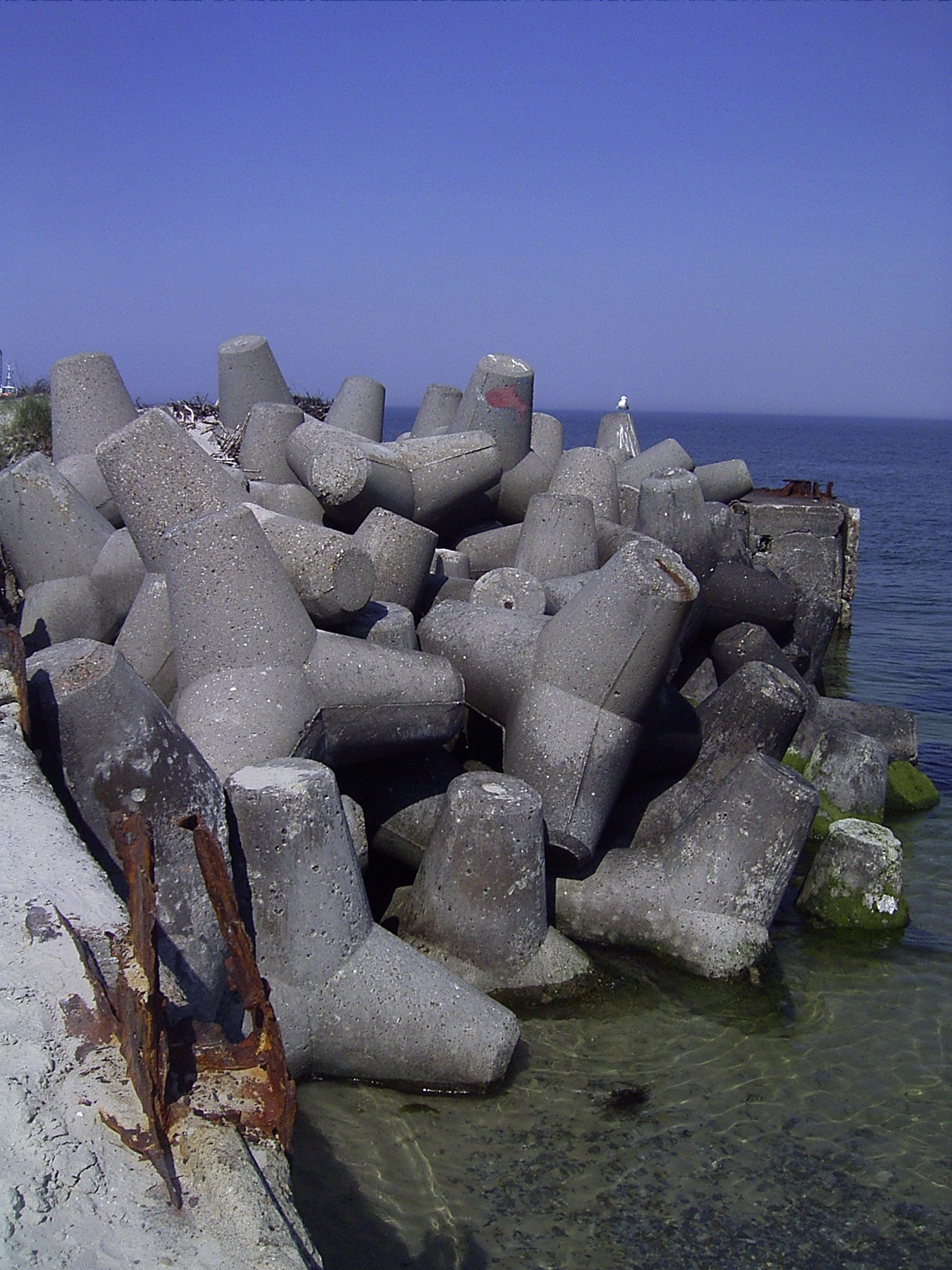
테트라포드의 본래 모양.

테트라포드(영어: tetrapod)는 방파제 또는 방조제의 침식을 방지하기 위해 사용하는 다리 네 개 달린 콘크리트 블록이다. 아파트 2~3층 높이의 테트라포드는 부주의로 인한 추락 사고가 빈번하고 산악 사고를 능가하는 사고가 발생하기도 한다.